# Stigtomta
Stigtomta est une localité de Suède dans la commune de Nyköping située dans le comté de Södermanland.
Sa population était de 1 913 habitants en 2019.